# Pertuzumab
Pertuzumab (auch bekannt als 2C4, Omnitarg, Handelsname Perjeta, Hersteller Genentech/Roche) ist ein monoklonaler Antikörper, der in der Behandlung von HER2-positivem Brustkrebs zusammen mit Trastuzumab und Docetaxel eingesetzt wird.

## Geschichte
Perjeta wurde durch Genentech entwickelt. Die Zulassung zur Behandlung von HER2-positivem metastatischem Brustkrebs erfolgte durch die amerikanische Gesundheitsbehörde FDA im Juni 2012. 2013 erfolgte dann die Zulassung in Europa durch die Europäische Arzneimittel-Agentur EMA.

## Wirkungsbereich
Die HER-Familie von transmembranen Rezeptor-Tyrosinkinasen und im Speziellen HER2 wurden als wichtiges Ziel in der Bekämpfung von Brustkrebs identifiziert. Die Signalübertragung durch HER spielt insbesondere im Tumorwachstum sowie in der Differenzierung der Zelle eine wesentliche Rolle. Der rekombinante humanisierte monoklonale Antikörper Pertuzumab bindet spezifisch an die extrazelluläre Dimerisierungsdomäne (Subdomäne II) des Wachstumsfaktorrezeptorproteins HER2. Dabei wird auch die Heterodimerisierung mit anderen Rezeptoren (z. B. HER3 und HER4) gehemmt. Dies soll das Wachstum des Tumors verhindern.
Zusätzlich ist Pertuzumab auch ein Mediator für antikörperabhängige zellvermittelte Zytotoxizität (engl. ADCC, antibody dependent cellular cytotoxicity).

## Verabreichung
Am Beginn der Therapie werden 840 mg Pertuzumab zusammen mit 8 mg/kg Trastuzumab und 75 mg/m2 Docetaxel  verabreicht. Nach jeweils drei Wochen erfolgt die weitere Gabe von 420 mg Pertuzumab zusammen mit 6 mg/kg Trastuzumab und 75 oder 100 mg/m2 Docetaxel.

### Nebenwirkungen
In den klinischen Studien wurden unter anderem Neutropenie, Schlaflosigkeit, Appetitlosigkeit, Diarrhoe oder Erbrechen als Nebenwirkungen festgestellt.

## Klinische Studien
Die Verabreichung von Pertuzumab zusammen mit Trastuzumab und Docetaxel zeigte ein signifikant verlängertes progressionsfreies Überleben in der multinationalen klinischen Phase-III-Studie CLEOPATRA. In weiteren aktuell laufenden klinischen Studien MARIANNE (fortgeschrittener Brustkrebs), NEOSPHERE (Brustkrebs im Anfangsstadium) und TRYPHAENA (HER2-positiver Brustkrebs im Stadium II/III) wird Pertuzumab an Patientinnen evaluiert.